# Тамаругаль (провінція)
Провінція Тамаругаль (ісп. Provincia del Tamarugal) — провінція у Чилі у складі області Тарапака. Адміністративний центр — Посо-Альмонте.
Провінція адміністративно розділена на 5 комун.
Територія — 39 933 км². Населення — 22 531 жителів. Щільність населення — 0,56 осіб/км².

## Географія
Провінція займає більшу частину області Тарапака.
Провінція межує:
- На півночі — з провінціями Тамаругаль і Парінакота;
- На сході — з Аргентиною;
- На півдні — з провінціями Токопілья і Ель-Лоа;
- На заході — з провінцією Ікіке.

На північному заході територія провінції виходить до узбережжя Тихого океану.

## Адміністративний поділ
Провінція адміністративно розділена на 5 комун:
- Посо-Альмонте. Адміністративний центр — Посо-Альмонте.
- Камінья. Адміністративний центр — Камінья.
- Кольчане. Адміністративний центр — Кольчане.
- Уара. Адміністративний центр — Уара.
- Піка. Адміністративний центр — Піка.

## Демографія
Згідно з відомостями, зібраними у ході перепису 2002 року. Національним інститутом статистики (INE), населення провінції складає:
| Все населення | 22 531 осіб | 100 % |
| ------------- | ----------- | ----- |
| Міське        | 11 876      | 52,71 |
| Сільське      | 10 655      | 47,29 |
| Чоловіки      | 14 175      | 62,91 |
| Жінки         | 8356        | 37,09 |

Щільність населення — 0,57 чол/км². Населення провінції становить 9,43% від населення області і 0,15% від населення країни.

## Найбільші населені пункти
| № | Населений пункт | Категорія | Населення осіб (2002) | Чоловіче населення осіб | Жіноче населення осіб | Територія км² |
| - | --------------- | --------- | --------------------- | ----------------------- | --------------------- | ------------- |
| 3 | Посо-Альмонте   | Місто     | 6384                  | 3373                    | 3011                  | 3,05          |
| 4 | Піка            | Селище    | 2642                  | 1350                    | 1292                  | 4,96          |
| 5 | Кольягуасіи     | Селище    | 2032                  | 2012                    | 20                    | 0,14          |
| 6 | Уара            | Село      | 956                   | 533                     | 423                   | н/д           |
| 7 | Кебрада-Бланка  | Село      | 821                   | 805                     | 16                    | н/д           |
| 8 | Ла-Тірана       | Селище    | 818                   | 460                     | 358                   | 5,13          |
| 9 | Мамінья         | Село      | 548                   | 317                     | 231                   | н/д           |

## Галерея

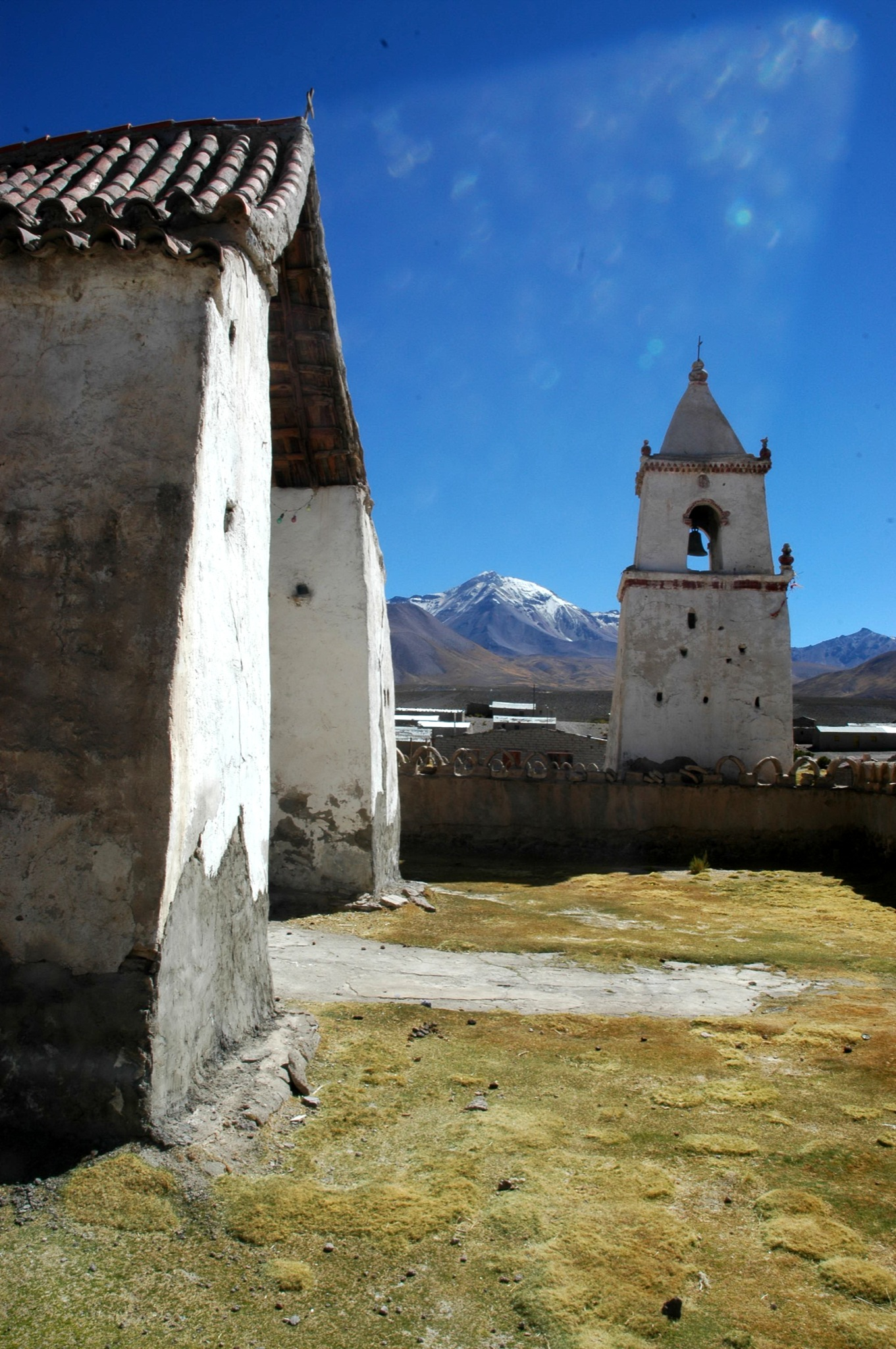
Іслуґа.
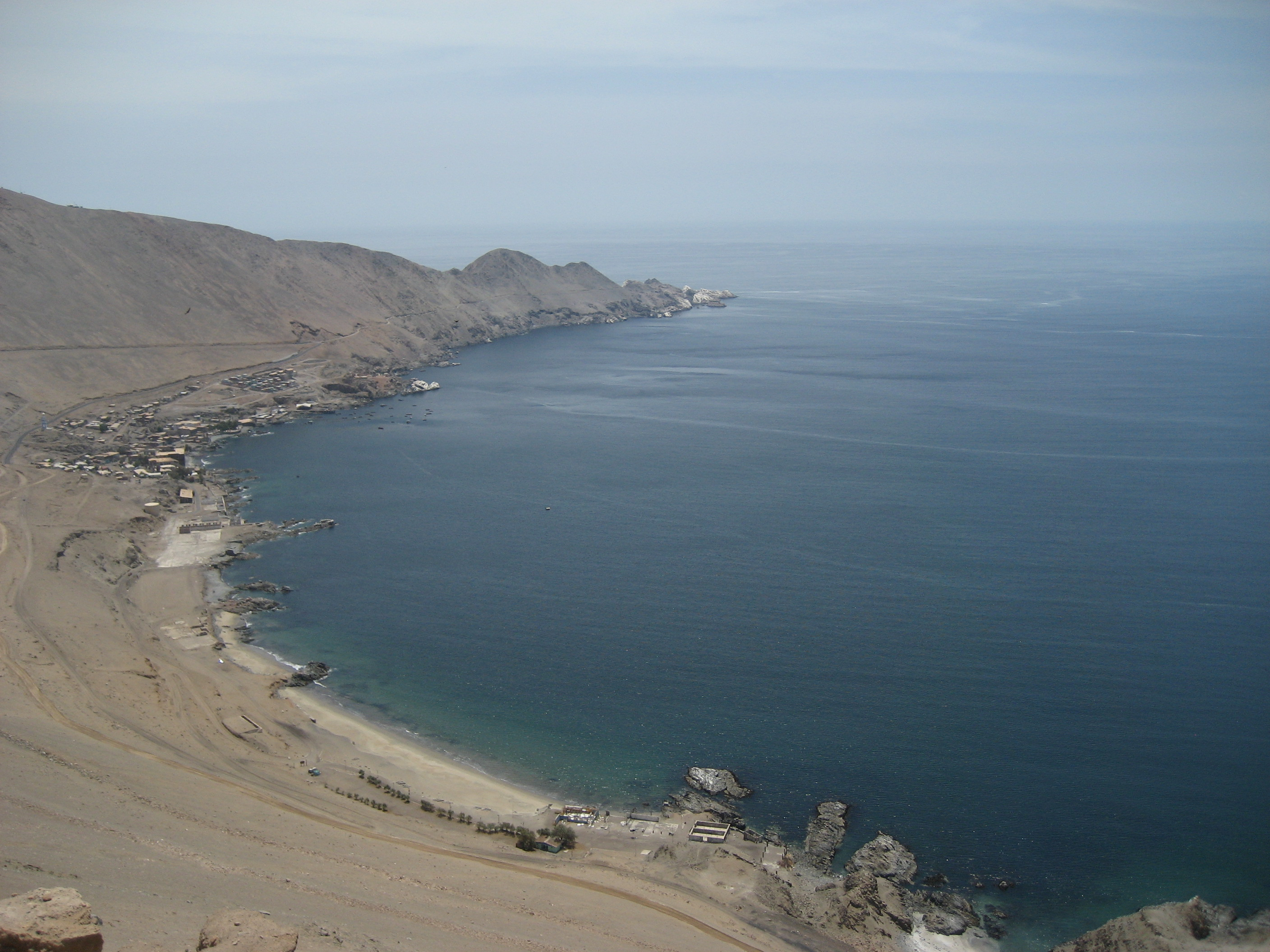
Punta Pichalo, Pisagua.
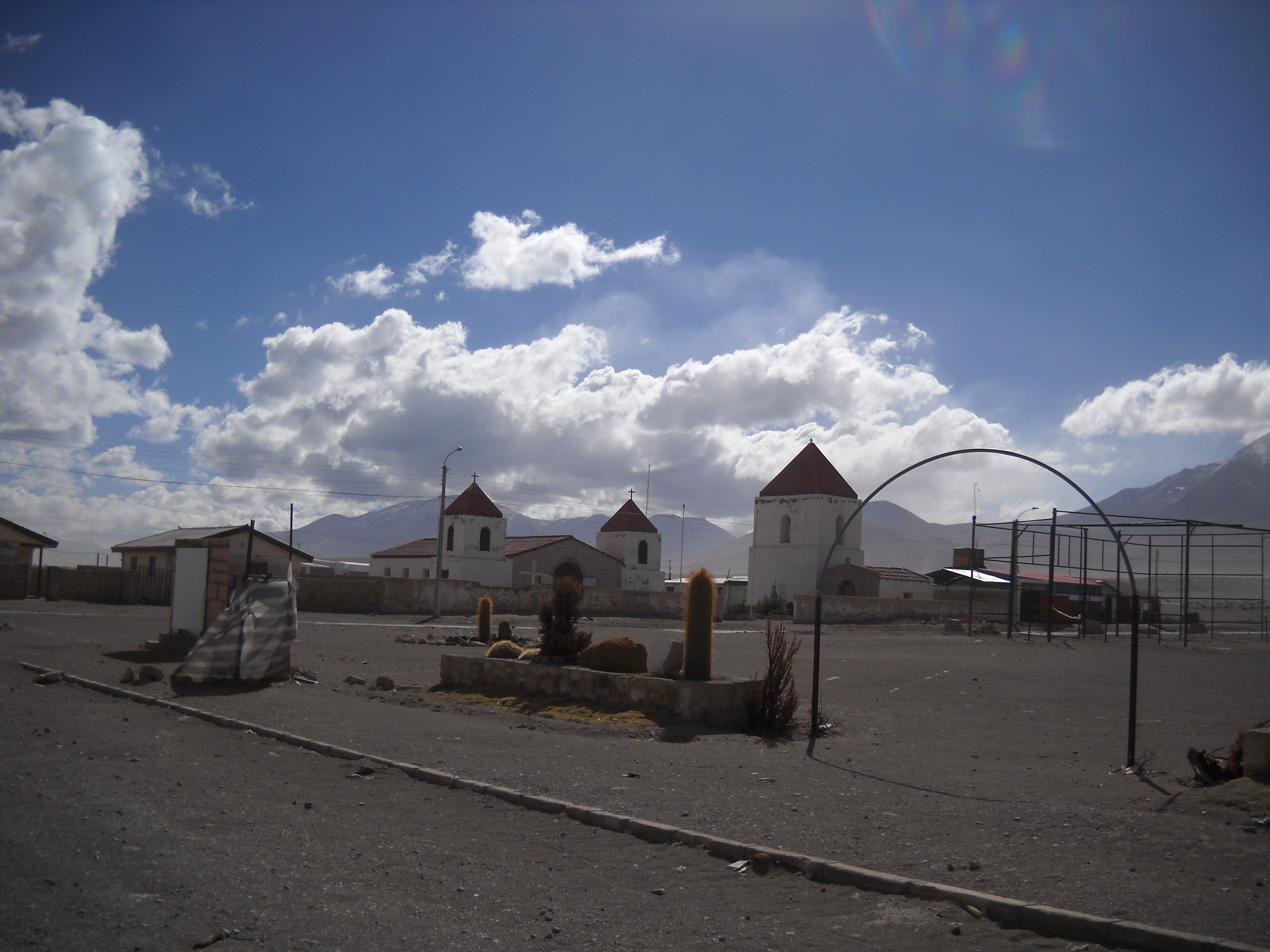
Кольчане.
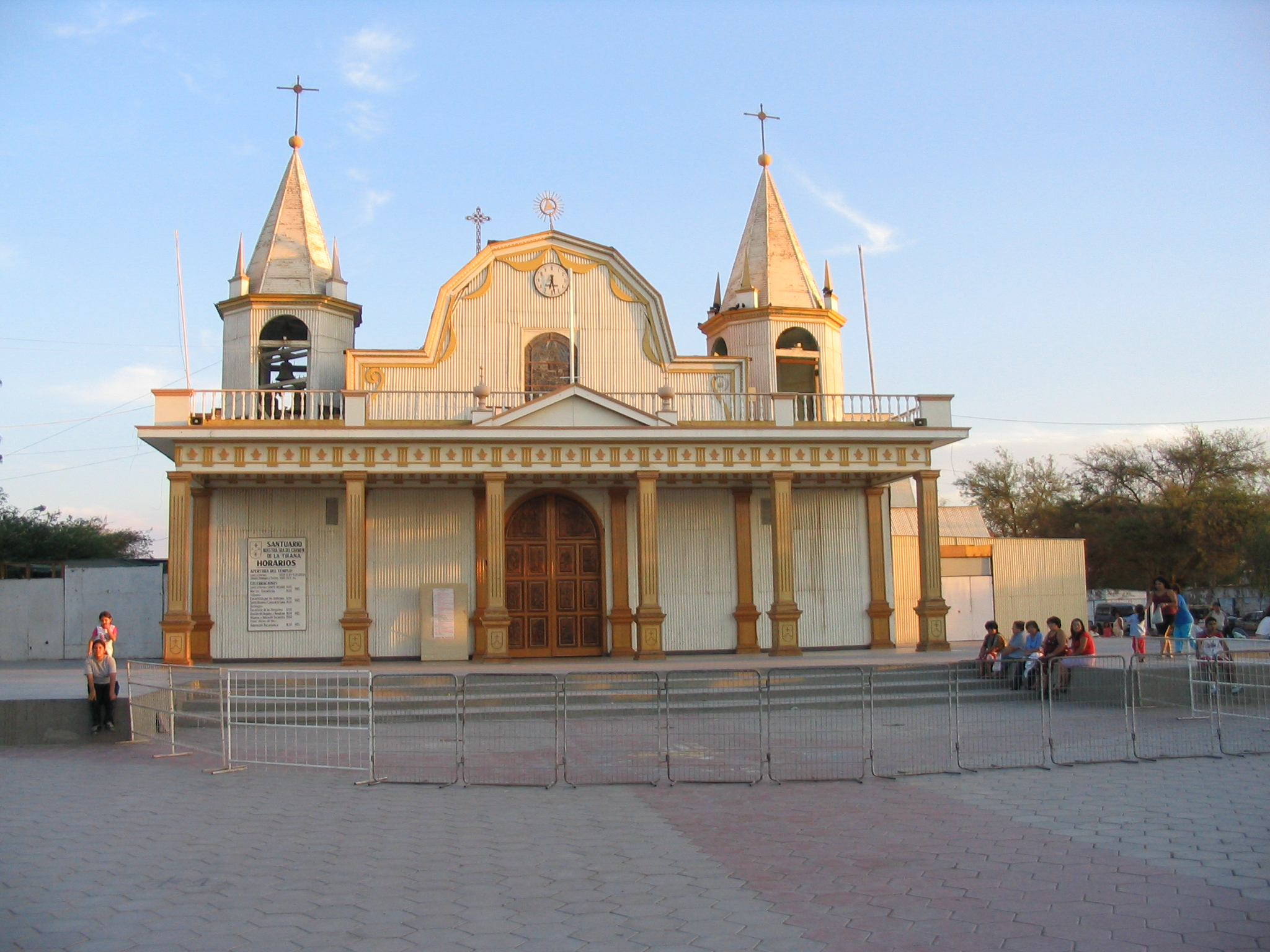
Церква Ла Тірана у місті Позо Альмонте.
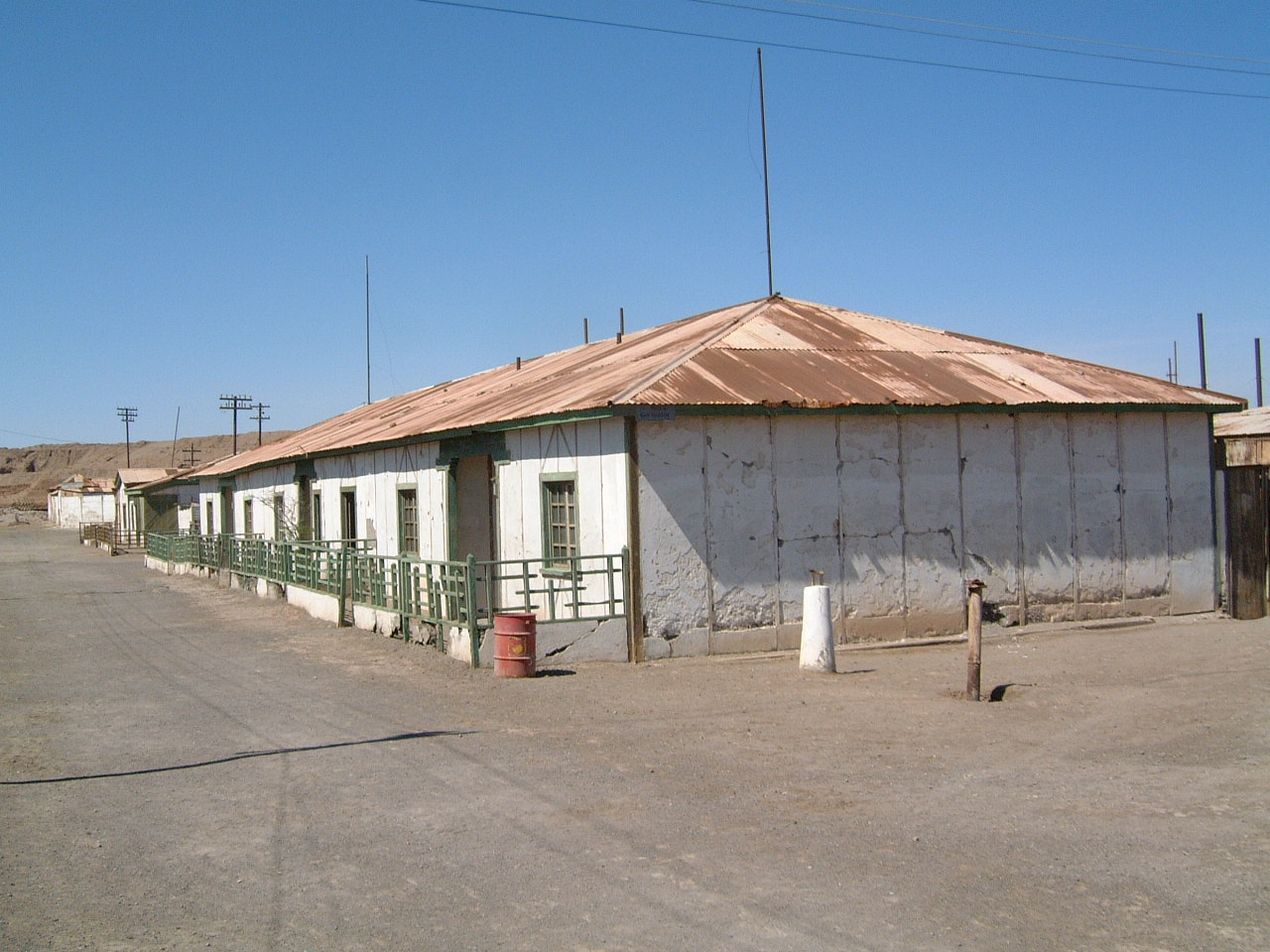
Селітряний завод Гумберстоун.

| Чилі | Це незавершена стаття з географії Чилі. Ви можете допомогти проєкту, виправивши або дописавши її. |